# Ruddy Walem
Ruddy Walem (30 juni 1967) is een Belgische voormalige langeafstandsloper. Hij werd driemaal Belgisch kampioen op de verschillende lange afstanden. Ook vertegenwoordigde hij zijn land een aantal maal bij Europese en wereldkampioenschappen veldlopen.

## Loopbaan
Walem won in 1976, toen hij nog maar negen jaar oud was, de Cross du château d’Havré. In 1993 boekte hij zijn eerste grote succes met het winnen van de Belgische titel op de 5000 m Twee jaar later veroverde hij deze titel opnieuw, alsmede de nationale titel op de 10.000 m. Zijn beste internationale prestatie is een 31e plaats bij het EK veldlopen, naast zijn 27e plaats bij het WK veldlopen als junior.
Begin januari 2000 werd bekend, dat er in zijn urine sporen van nandrolon waren aangetroffen. Dit monster was afgenomen in november 1999 bij een veldloopwedstrijd in Zwijnaarde. Hij werd later door de LBFA (Franstalige vleugel van de atletiekbond) voor twee jaar geschorst. Van Walem liet al zijn voedingssupplementen onderzoeken door het lab in Gent en daaruit kwam, dat deze sporen afkomstig waren uit ijzertabletten die hij van zijn voedingsspecialist kreeg. Wegens procedurefouten besloot de evocatiecommissie van de LBFA de schorsing op te heffen.
Na zijn overwinning op de 20 km van Parijs bij de veteranen in 2006 stopte Ruddy Walem zijn sportieve loopbaan.
Walem is getrouwd en heeft twee kinderen. Hij is de neef van oud-voetballer Johan Walem.

## Belgische kampioenschappen
| onderdeel | jaar       |
| --------- | ---------- |
| 5000 m    | 1993, 1995 |
| 10.000 m  | 1995       |

## Persoonlijke records
| afstand  | tijd     | plaats record            | datum        |
| -------- | -------- | ------------------------ | ------------ |
| 1500 m   | 3.41,23  |                          |              |
| 3000 m   | 7.49,64  |                          |              |
| 5000 m   | 13.27,47 | Villeneuve D'ascq, Lille | 18 juni 1995 |
| 10.000 m | 28.36,69 | Sint-Niklaas             | 1 mei 1995   |

## Palmares

### 5000 m
- 1993:  BK AC - 13.53,14
- 1995:  BK AC - 14.08,05
- 1995: 11e in serie WK - 13.59,87

### 10.000 m
- 1995:  BK AC - 28.36,69

### veldlopen
- 1985: 101e WK U20 - 25.20
- 1986: 27e WK U20 - 24.17,0
- 1990: 168e WK - 37.33
- 1991: 54e WK - 35.19
- 1992: 63e WK - 38.36
- 1994: 41e EK
- 1997: 49e EK
- 1998: 31e EK
- 2001: 63e WK - 42.36

## Prijzen
- Crosscup - 1989/90, 1994/95, 1998/99.